# 小行星6561
小行星6561（英語：6561 Gruppetta）是一颗围绕太阳公转的小行星。1991年10月10日，肯尼斯·J·劳伦斯在帕洛马山发现了此天体。
这颗小行星的绝对星等为177.58869等。